# Nero come il cuore (film)
Nero come il cuore è un film per la televisione del 1994, diretto da Maurizio Ponzi e tratta dall'omonimo romanzo di Giancarlo De Cataldo.

## Trama
Grazie all'incontro con Rod, l'avvocato Valentino Bruio si reca nel bar "Sun city" per conoscere alcuni immigrati che si vogliono consultare con lui per alcuni loro problemi giudiziari; all'uscita del locale incontra Ray che gli sottopone il caso del figlio misteriosamente scomparso. L'uccisione dell'uomo porta Valentino ad indagare scoprendo che Ray lavorava come giardiniere per la villa della famiglia Alga Croce dove vivono Noè e la figlia Giovanna. L'avvocato cerca inutilmente di ottenere delle informazioni dall'autista di famiglia Natif, mentre Giovanna s'innamora di Valentino decidendo di non sposarsi con il professor Pocci. Un giorno, Valentino viene avvicinato da Maryam una donna di colore che tenta di sedurlo venendo respinta. Le indagini di Bruio lo portano a scoprire che Ray e il figlio erano rimasti in Italia, mentre la moglie e gli altri suoi figli erano emigrati in Canada. Natif cambia idea e decide di lasciare all'avvocato un foglio con sopra scritto un codice: l'autista viene però ucciso dallo stesso uomo autore dell'assassinio di Ray. Il codice conduce Valentino alla clinica dove opera il professor Pocci: qui Valentino viene minacciato dal killer di Natif e Ray che ruba un dossier custodito dal professore riuscendo a fuggire. Valentino riesce quindi a risolvere il caso di Ray: la scomparse del figlio di Ray si spiega con il fatto che il padre aveva venduto il figlio agli Alga Croce che necessitavano un cuore approfittando del fatto che il nipote di Noè necessitava di un trapianto del cuore. L'operazione venne effettuata dal professor Pocci che in cambio chiese la mano di Giovanna. Ray si pentì della vendita e lo stesso accadde in seguito anche a Natif che era stato intermediario: per questo i due erano stati uccisi. Dopo aver rivelato la soluzione del caso a Noè, Valentino lascia la villa conscio che l'unica prova del fatto è il nipote di Noè.

## Produzione
Venne completato nel 1991 e inizialmente destinato alla distribuzione cinematografica, per poi essere trasmesso in prima visione come film televisivo il 5 gennaio 1994 su Canale 5.